# Ust´-Uda
Ust´-Uda (ros. Усть-Уда) – osiedle w Rosji, w obwodzie irkuckim, ośrodek administracyjny rejonu ust-udińskiego. W 2010 liczyło 5173 mieszkańców.

## Urodzeni
- Walentin Rasputin – radziecki i rosyjski pisarz.